# Burg Rheinhausen
Die Burg Rheinhausen, auch Zollburg Husen oder Rhinhusen genannt, ist eine abgegangene Niederungsburg im heutigen  Mannheimer Stadtteil Schwetzingerstadt.
Die Tiefburg wurde im 12. Jahrhundert von den Reichsministerialen Herren von Husen als Zollburg erbaut und 1247 als Mannheimer Zollstelle für Rhein und Neckar erwähnt. Sie war die erste Befestigungsanlage in Mannheim und lag am Neckar, der damals noch südlich von Mannheim in den Rhein floss. Von den Herren von Husen übernahm Markward von Annweiler die Burg.
In der Folge einer großen Überschwemmung änderte der Neckar um 1275 seinen Lauf und mündet seitdem nördlich von Mannheim in den Rhein. Damit lag die Burg in der Ebene zwischen Rhein und Neckar und eignete sich nicht mehr für Zollzwecke. Im Jahr 1287 ließ der Pfalzgraf bei Rhein Ludwig der Strenge der Verlobten seines Sohnes aus zweiter Ehe, der lothringischen Prinzessin Elisabetha, die Burg Rheinhausen mit den dazugehörigen Orten Dornheim und Mannheim als Morgengabe zukommen.
Nach Zerstörung im 17. Jahrhundert war Rheinhausen Gutshof der Kurfürstlichen Domäne. Von der ehemaligen Burganlage ist nichts mehr erhalten. Die Burgstraße und die Rheinhäuser Straße, an deren Kreuzung die Burg lag, erinnern in Mannheim an das Bauwerk.
Von der Burg stammte der Minnesänger Friedrich von Hausen. 